# یوردچی
یوردچی (به لاتین: Yurdçu) یک منطقه مسکونی در جمهوری آذربایجان است که در شهرستان کنگرلی واقع شده است. یوردچی ۱۰۸۵ نفر جمعیت دارد.